# Итомля (река)
Ито́мля — приток Волги, протекает по Ржевскому и Старицкому районам Тверской области России. Устье реки находится в 3345 км по левому берегу реки Волги. Длина реки составляет 57 км, площадь водосборного бассейна — 321 км². 
На реке — деревни Итомля, Апалёво, Мологино, Дурнево, Малиновка, Антониха, Мешино, Озерютино, Раменье, Салькино, Черменино, Трёхгорное, Дуброво, Бабенки, Андреевское, Бедрино, Двойня, Колупаево, Рудница, Михайлики, Семёновское, Фонайлово.

## Притоки (км от устья)
- 18 км: река Ясменка (пр)

## Данные водного реестра
По данным государственного водного реестра России относится к Верхневолжскому бассейновому округу, водохозяйственный участок реки — Волга от Верхневолжского бейшлота до города Зубцов, без реки Вазуза от истока до Зубцовского гидроузла, речной подбассейн реки — бассейны притоков (Верхней) Волги до Рыбинского водохранилища. Речной бассейн реки — (Верхняя) Волга до Куйбышевского водохранилища (без бассейна Оки).
Код объекта в государственном водном реестре — 08010100412110000000571.